# 가모정 (시가현)
가모정(蒲生町)은 시가현 가모군에 설치되었던 정이다.

## 역사
- 1955년 4월 1일 - 가모군 아사히노촌, 사쿠라가와촌이 합병해 가모군 가모정이 성립하였다.
- 2006년 1월 1일 - 간자키군 노토가와정과 함께 히가시오미시에 편입되었다. 동일 가모정은 폐지되었다.

## 지역구분
- 이시도 (石塔)
- 이치코오키 (市子沖)[1]
- 이치코카와라 (市子川原)
- 이치코노토 (市子殿)
- 이치코마쓰이 (市子松井)
- 이나타리 (稲垂)
- 이모노시 (鋳物師)
- 오쓰카 (大塚)
- 오모리 (大森)
- 오카모토 (岡本)
- 가즈라마키(葛巻)
- 가바타 (綺田)
- 가미아소(上麻生 현재의 기다초)
- 가미나미(上南 현재의 기다초)
- 가모이도(蒲生堂, 현재의 가모이도초)
- 가와이(川合, 현재의 가와이초)
- 기무라(木村, 현재의 기무라초
- 고토 (合戸, 현재의 고토초)
- 사쿠라가와니시 (桜川西 사쿠라가와니시, 현재의 사쿠라가와니시쵸)[2]
- 사쿠라가와히가시 (桜川東 사쿠라가와히가시, 현재의 사쿠라가와 히가시초)
- 시모아소 (下麻生 현재의 시모아소초)
- 스즈 (鈴 현재의 스즈초)
- 다이 (田井 현재의 다이초)
- 데라 (寺 현재의 가모우지초)
- 소토노바라(外原 현재의 소토하라초)
- 히라바야시(平林 현재의 히라바야시초)
- 미야이(宮井 미야이, 현재의 미야이초)
- 미야가와(宮川 현재의 미야카와초)
- 요코야마(横山 현재의 요코야마초)

## 교통

### 철도
- 오미 철도(일본어판)
  - 본선

### 도로
- 국도 제477호선 (일본)(일본어판)